# Hyperolius nobrei
Hyperolius nobrei es una especie de anfibio anuro de la familia Hyperoliidae.

## Distribución geográfica
Esta especie es endémica de Angola. Solo se conoce por la localidad tipo, Cabiri.

## Publicación original
- Ferreira, 1906: Reptis e amphibios de Angola de região ao norte do Quanza (Collecção Newton—1903). Jornal de Sciências, Mathemáticas, Physicas e Naturaes, Lisboa, sér. 2, vol. 7, p. 111–117.[1]